# География Вьетнама

Топографическая карта Вьетнама

Географически Вьетнам расположен в Юго-Восточной Азии и протянулся на 1750 км вдоль восточного побережья Индокитайского полуострова.

## Горы
Более 80 % территории Вьетнама занимают низкие и средневысотные горы. Лесами покрыто менее 30 % страны.
На севере параллельно друг другу протягиваются глыбово-складчатые хребты юго-восточного простирания — Хоангльеншон (с высшей точкой Вьетнама горой Фаншипан — 3143 м), Шусунгтяотяй, Шамшао, разделённые узкими, глубокими продольными долинами.
Вдоль западной границы протягиваются Аннамские горы (Чыонгшон).
В центральной и южной части страны расположены цокольные и базальтовые плато — Плейку, Даклак, Ламвьен, Зилинь, составляющие центральное плоскогорье Тэйнгуен.

## Реки
Крупнейшие и самые полноводные реки Юго-Восточной Азии Хонгха и Меконг заканчивают своё течение на территории Вьетнама, впадая в Южно-Китайское море.
Множество небольших рек, стекающих с плоскогорья Тэйнгуен и Аннамских гор в местах впадения в Южно-Китайское море образовали узкую полосу аккумулятивных приморских равнин.

## Животный мир
Фауна отличается высоким разнообразием: известно 213 видов млекопитающих (из них под угрозой исчезновения — 54 вида),950 видов птиц (44 вида под угорозой, 13 — эндемики), 281 вид пресмыкающихся (43 вида). В тропических лесах обитают обезьяны (эндемичные лангуры, гиббоны, макаки), олени, циветты, тигр; в горных лесах — медведи (гималайский и малайский), кабаны. В саваннах встречаются индийский слон, бык купрей, дикобраз. Под угрозой исчезновения находятся приматы (лангуры, ринопитеки), слоны, тигры, саола. Яванский однорогий носорог считается во Вьетнаме вымершим. Богата орнитофауна: павлины, орлы, куропатки, дикие куры. В дельтах рек и болотах обитают розовый фламинго, пеликан, аисты, цапли, дикие утки . Многие виды (в том числе некоторые приматы, циветты, черепахи, панголины, змеи, белые и зелёные попугаи) — объекты браконьерства.

## Равнины
В низовьях и дельте реки Хонгха на севере Вьетнама расположена аллювиально-дельтовая равнина Бакбо. Здесь же наибольшая плотность населения страны (1100 чел/км²) и расположена столица Вьетнама Ханой.
Обширная аллювиально-дельтовая равнина Намбо расположена на крайнем юго-западе страны в дельте реки Меконг. Здесь также высока плотность населения (450 чел/км²) и расположен крупнейший город страны Хошимин.

## Климат
Вьетнам расположен в области субэкваториального муссонного климата, но в силу большой протяжённости страны с севера на юг, климатические условия на её территории несколько различаются. Зима на юге жаркая (26° С), на севере прохладная (15° С), температура воздуха иногда понижается до 1° С из-за проникновения холодного воздуха из Китая. В горах на высоте более 1500 м случаются заморозки. Режим выпадения осадков также изменяется по территории Вьетнама. Зима сухая на юге и влажная на севере, а летом муссонные дожди поливают всю территорию страны. В конце лета и начале осени побережье Вьетнама посещают разрушительной силы тайфуны. На наветренных склонах гор в год выпадает 2500-3000 мм осадков, на подветренных — 700—900 мм.

## Крайние точки
Крайние точки Вьетнама включают в себя координаты самой северной, южной, западной и восточной точек Вьетнама, а также наибольшую и наименьшую высоты.

### По широте и долготе
- Самая северная точка на материковой части Вьетнама расположена в общине Лунгку (Lũng Cú), уезд Донгван, провинция Хазянг.

23°23′33″ с. ш. 105°19′23″ в. д.
- Самая южная точка — мыс Камау, уезд Нгокхьен[вьет.], провинция Камау.

8°37′22″ с. ш. 104°42′36″ в. д.
- Самая западная точка находится на пересечении границ Вьетнама, Китая и Лаоса (деревня Апачай (A Pa Chải), община Шинтхау (Sín Thầu), уезд Мыонгне[вьет.], провинция Дьенбьен)[5].

22°24′02″ с. ш. 102°08′38″ в. д.
- Самая восточная точка материковой части Вьетнама расположена на полуострове Хонгом (Hòn Gốm), в заливе Ванфонг (Vân Phong), община Вантхань (Vạn Thạnh), уезд Ваннинь[вьет.], провинция Кханьхоа.

12°38′54″ с. ш. 109°27′41″ в. д.
Если считать острова Спратли, то самая восточная точка Вьетнама (в настоящее время находящаяся под его контролем) находится у камня Тьенны (Tiên Nữ) этого архипелага.
8°51′18″ с. ш. 114°39′18″ в. д.

### По высоте
- Высочайшая точка — гора Фансипан (3143 м).

22°19′45″ с. ш. 103°46′14″ в. д.
- Наименьший уровень — побережье Южно-Китайского моря (0 м).